# Dieter Schlingloff
Dieter Schlingloff (* 24. April 1928 in Kassel) ist ein deutscher Indologe.

## Leben
Nach dem Abitur 1944/1946 in Eschwege studierte er von 1947 bis 1952 in Göttingen. Von 1953 bis 1961 war er wissenschaftlicher Mitarbeiter am Institut für Orientforschung der Deutschen Akademie der Wissenschaften zu Berlin. Von 1962 bis 1968 war er Privatdozent in Göttingen. Von 1968 bis 1971 war er ordentlicher Professor in Kiel. Von 1972 bis 1996 war er Universitätsprofessor in München. Seit 2005 ist er Honorarprofessor in Leipzig.
Seine Fachgebiete sind buddhistische Sanskrit-Literatur, altindische Kunst- und Kulturgeschichte. Er forscht zu Wandmalereien in Ajanta.

## Schriften (Auswahl)
- Buddhistische Stotras aus ostturkistanischen Sanskrittexten. Berlin 1955, OCLC 250713724.
- Chandoviciti. Texte zur Sanskritmetrik. Berlin 1958, OCLC 731045225.
- Der Heilsweg des Mönchstums. Berlin 1962, ISBN 9783110060911
- Die Religion des Buddhismus. Zwei Bände. de Gruyter, Berlin 1962/1963.
- Die altindische Stadt. Eine vergleichende Untersuchung. Mainz 1969, OCLC 470871177.
- Erzählende Wandmalereien. Drei Bände (= Ajanta, Bd. 1). Harrassowitz, Wiesbaden 2000, ISBN 3-447-04248-6.
- Die Übermenschlichen Phänomene. Visuelle Meditation und Wunderscheinung in buddhistischer Literatur und Kunst. Ein religionsgeschichtlicher Versuch. München 2015, ISBN 3-86205-340-7.